# Géraldine Danon

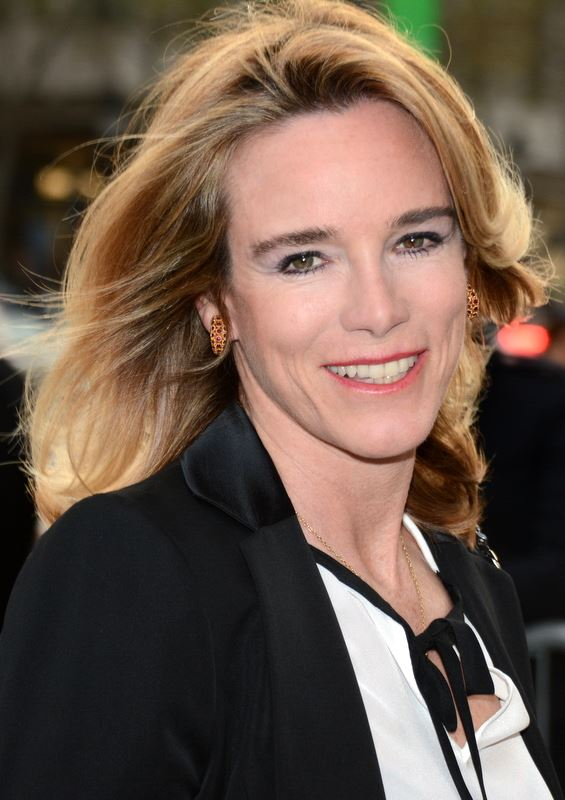
Géraldine Danon (2014)

Géraldine Danon (* 1. November 1968 in Boulogne-Billancourt) ist eine französische Schauspielerin und Schriftstellerin.

## Leben
Géraldine Danon ist die Tochter des Filmproduzenten Raymond Danon und Patentochter von Alain Delon. Als 16-Jährige debütierte sie 1984 in dem von ihrem Vater produzierten und von Jean-Pierre Mocky inszenierten Thriller Tod dem Schiedsrichter an der Seite von Carole Laure und Michel Serrault auf der Leinwand.
2010 veröffentlichte sie mit Une fleur dans les glaces („Eine Blume im Eis“) ihren ersten Roman.
Danon war mit dem Hobbysegler Titouan Lamazou verheiratet, mit dem sie einen gemeinsamen Sohn hat. Auf der Hochzeit der Seglerin Florence Arthaud lernte sie den Skipper Philippe Poupon kennen, mit dem sie seit 2007 verheiratet ist.

## Filmografie (Auswahl)
- 1984: Tod dem Schiedsrichter (À mort l’arbitre)
- 1985: Gefahr für die Liebe – AIDS
- 1989: Jugendsünde (Erreur de jeunesse)
- 1991: Die Dame, die im Meer spazierte (La vieille qui marchait dans la mer)
- 1991: Company Business
- 2003: Nestor Burmas Abenteuer in Paris (Nestor Burma, Fernsehserie, eine Folge)
- 2003–2004: Frank Riva (Fernsehserie, vier Folgen)
- 2006: Tödliche Diamanten – Ein perfekter Raub (Un printemps à Paris)
- 2011: R.I.S. Police scientifique (Fernsehserie, eine Folge)
- 2021: Haute Couture – Die Schönheit der Geste (Haute couture)
- 2022: Annie Colère

## Werke
- 2010: Une fleur dans les glaces